# پیورونه
پیورونه (به ایتالیایی: Piverone) یک کومونه در ایتالیا است که در استان تورین واقع شده‌است. پیورونه ۱۱٫۱ کیلومتر مربع مساحت و ۱٬۳۸۱ نفر جمعیت دارد و ۲۹۵ متر بالاتر از سطح دریا واقع شده‌است.